# Peter Rodrigues
Peter Joseph Rodrigues (* 21. Januar 1944 in Cardiff) ist ein ehemaliger walisischer Fußballspieler. Er war Mannschaftskapitän des FC Southampton, als dieser den FA Cup 1976 gewann.

## Vereinskarriere
In Cardiff geboren und aufgewachsen, begann Rodrigues seine Karriere im Mai 1961 bei Cardiff City und debütierte beim 3:3-Unentschieden gegen den FC Southampton im September 1963. 1965 verließ Rodrigues Cardiff, um bei Leicester City anzuheuern. Dort etablierte er sich als offensiver Rechtsverteidiger, der für seine Tacklings bekannt war. Während seiner Zeit bei Leicester debütierte er für die walisische Fußballnationalmannschaft, für die er bis 1973 insgesamt 40 Länderspiele absolvierte. Mit Leicester stand Rodrigues im Finale des FA Cups 1969, welches aber gegen Manchester City verloren ging.
Nach 140 Ligaeinsätzen und 6 Toren für Leicester wechselte Rodrigues im Oktober 1970 zum Absteiger Sheffield Wednesday, wo er in fünf Jahren 162 Spiele absolvierte und 2 Tore erzielte. Nachdem Wednesday seinen Vertrag 1975 aufgelöst hatte, wechselte er nach Southampton an der englischen Kanalküste. Dort erreichte er 1976 seinen größten Erfolg als aktiver Fußballer, als der FC Southampton im Finale des FA Cup mit 1:0 über Manchester United triumphierte. Gekrönt wurde dieser Erfolg dadurch, dass Rodrigues sein Team als Mannschaftskapitän anführte. Nach einer langwierigen Knieverletzung musste Rodrigues seine Profikarriere im Jahr 1977 beenden.

## Nach der aktiven Zeit
Nach seinem Rücktritt vom Fußball wurde Rodrigues der Wirt des Pubs King Rufus in Eling. 1987 zog Rodrigues zurück nach Wales, um einen anderen Pub zu übernehmen und eine Fußballschule in Tenby zu gründen. Später kehrte er nach Southampton zurück, um für 8 Jahre den dortigen Conservative Club zu leiten, bis seine Frau Lin starb. 2002 zog Rodrigues für einige Jahre nach Alicante in Spanien, bevor er sich wieder in Southampton niederließ. Im Oktober 2004 versteigerte seine älteste Tochter ohne sein Wissen seine Medaille des FA-Cup-Sieges von 1976. Die Medaille wurde für 10.200 Pfund verkauft und soll ursprünglich von einem unbekannten Bieter ersteigert worden sein. Später stellte sich heraus, dass die Medaille von seinem früheren Club, dem FC Southampton, gekauft worden war.